# Illés Tamás
Illés Tamás (Szekszárd, 1971. május 16. –) magyar üzletember; Európa-bajnok autóversenyző, világ- és Európa-bajnok műrepülő pilóta. 
A 100 leggazdagabb magyar 2023-as rangsorában a 69. helyen szerepelt 29,3 milliárd forintra becsült vagyonával.

## Autóversenyzés
Versenyzői pályafutása az 1990-es évek elején kezdődött. A többszörös autókrossz-bajnok Kis Sándor segítségével ismerkedett meg az autókrossz szakággal, és 1995-ben magyar bajnoki címet, illetve Európa-bajnoki 3. helyezést ért el Porsche motoros autójával.
Bajnoki eredményei:
- 1996 autokrossz országos bajnokság 2. csoport (1600 kcm felett) 8. hely
- 1995 autokrossz országos bajnokság 2. csoport (1600 kcm felett) 5. hely
- 1994 autokrossz országos bajnokság 2. csoport (1600 kcm felett) 6. hely.[2]

Néhány év autókrosszozás után szakágat váltott, és ugyancsak egy sokszoros bajnok, Cserkúti József segítségével a pályaautózásban folytatta a versenyzést. 1997-ben itt is felért a csúcsra, és megnyerte a magyar és az Európa-bajnokságot a BMW-vel, melynek díját Max Mosley-tól vehette át.
A kilencvenes évek végén formaautózásra váltott, és benevezett a Formula Euro Open by Nissan nemzetközi bajnokságba. Kezdetben külföldi csapatban versenyzett, majd 1999-ben megalapította saját csapatát, a Formax Racing Teamet. 1998-ban a spanyolországi Albacetében érte el legjobb eredményét, ahol a nyolcadik helyen ért célba. A bajnokságot 1998-ban a spanyol Marc Gené, 1999-ben a szintén spanyol Fernando Alonso nyerte. Később mindketten eljutottak a Formula–1-be, Alonso kétszeres világbajnok lett.
2000-ben visszatért a túraautózáshoz, és annak legmagasabb műfajában, az FIA GT Bajnokságban indult. Egy Dodge Viper volánja mögött ebben az évben érte el autóversenyzői pályafutásának legnagyobb eredményét. A Hungaroringen az 500 kilométeres versenyen 3. helyen végzett az angol Chamberlain Motorsport színeiben, a dél-afrikai Stephen Watson mellett.

## Műrepülés

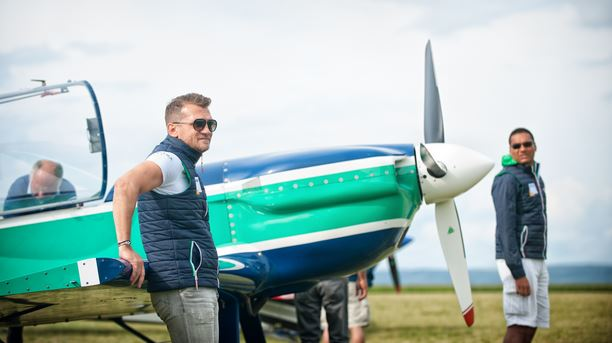

2002-ben kezdte meg műrepülő kiképzését egy Zlin 726 típusú repülőgéppel Erdős Mihály oktatásával, aki az 1968-as magdeburgi és az 1970-es angliai műrepülő-világbajnokságon a magyar csapat tagja volt.
Első sikerét 2004-ben a magyar műrepülő-bajnokságon aratta, a 3. helyen végzett Zlin 50-es repülőgéppel. A szakmai irányítást közben az egykori vitorlázó műrepülő és motoros műrepülő magyar válogatott Talabos Gábor vette át. 2007-ben a finnországi Joennsouban, az advanced műrepülő-Európa-bajnokságon, az ismeretlen zárt kötelező programban Európa-bajnok, összetettben Európa-bajnoki ezüstérmes lett. A felkészülést Talabos Gábor mellett az orosz műrepülő-világbajnok Vladimir Popov felügyelte.
Ugyanezt az eredményt egy évvel később Amerikában, a világbajnokságon is megismételte. Pendletonban az adanced motoros műrepülő-világbajnokságon (2008. augusztus 1–10.) 13 ország 36 versenyzője közül szerzett aranyérmet az ismeretlen zárt kötelező programban és ezüstérmet összetettben.
2010-ben az advanced kategóriában elért kiváló eredményeket követően fellépett a csúcskategóriába, az unlimited osztályba. Ekkor Talabos Gábor mellé új név csatlakozott, az 1990-es műrepülő-világbajnok Claude Bressiere.
2011 szeptemberében az olaszországi világbajnokságon, összetettben 52 indulóból a 16. helyen végzett. Az unlimited kategóriában Besenyei Péter óta ilyen magyar siker nem volt.
Unlimited osztályban a 2014-es magyarországi Európa-bajnokságon és a 2017-es dél-afrikai világbajnokságon elért összetett 9. hely volt az addigi legjobb eredménye, ismét bebiztosította a helyét a világ 10 legjobb műrepülő pilótája közt.
2018. szeptember 1–9. között Csehországban megrendezett XXI. műrepülő-Európa-bajnokságon 11 ország 35 versenyzője vett részt,ahol az első felszállás után motorleállást követően balesetet szenvedett és kölcsöngéppel folytatta a versenyt  melyen Ábrányi Tamás, Illés Tamás és Daniel Genevey alkotta magyar műrepülő válogatott bronzérmet szerzett, Illés Tamás egyéniben a 20. helyen végzett.
2023-ban ismét elkezdte a felkészülést a műrepülő-Európa-Bajnokságra.

## Az üzleti szférában
Az Illés Holding Zrt.-n belül a West-Bridge Kft. a zászlóshajó. Illés üzleti portfóliójában jelentős szerepet játszik az MMV Magyar Magánvasút Zrt. 
A holdingot alkotó cégek közül kiemelkedik a Transolut Kft., mely Magyarországon az építőiparhoz kapcsolódó poralapanyagok főképp cement szállítására szakosodott, és Romániában, Csehországban és Szlovákiában is van fuvarozócége. 
Illés a tulajdonosa a budapesti 6x6 Taxi Kft.-nek , melyen belül saját Birdie Zrt.-je által kifejlesztett közlekedésszervezési-informatikai rendszert használják.

## Magánélet
Idejének jelentős részét Franciaországban tölti családjával.